# Rudolf Steiner
|  | No s'ha de confondre amb Rudolf Steiner (futbolista). |

Rudolf Steiner (25 de febrer de 1861 – 30 de març de 1925) va ser un filòsof austríac, erudit literari, educador, artista, autor teatral, pensador social i esoterista. Va ser el fundador de l'antroposofia, que es troba a l'origen de l'educació Waldorf, l'agricultura biodinàmica, la medicina antroposòfica, la forma artística anomenada eurítmia i d'altres moviments.
Steiner va proposar una forma d'individualisme ètic, al que després va afegir un component més explícitament espiritual. Va derivar en la seva visió epistemològica del món de Johann Wolfgang von Goethe, segons la qual El pensament és un òrgan de percepció de la mateixa manera que l'ull o l'oïda. De la mateixa manera que l'ull percep colors i l'oïda sons, així el pensament percep idees.
Una de les definicions que Steiner fa de la seva filosofia és la següent:
| « | L'antroposofia és un camí de coneixement que voldria conduir l'espiritual en l'home a l'espiritual en l'univers. Poden ser antropòsofs qui sentin determinades qüestions sobre l'essència de l'home i del món com una necessitat tan vital com la que se sent quan tenim gana i set. | » |

Steiner va desenvolupar una teoria a través de la música gràcies a la filla de 17 anys d'una família amiga seva, Lory Maya Smith. La jove volia ser ballarina i Steiner la va acompanyar en el procés, on tots dos van aprendre més sobre el cos i l'ànima.

## Biografia

### Infància i educació
El pare de Steiner, Johann, va deixar un lloc de caçador al servei del Comte Hoyos a Geras per casar-se amb Franziska Blie (el Comte no havia donat el seu consentiment); Johann es va fer operador de telègraf del Ferrocarril del Sud d'Àustria, i quan va néixer Rudolf, estava destinat a Murakirály, a la regió de Muraköz; que després va formar part de l'Imperi Austrohongarès (actualment és Donji Kraljevec, comtat de Međimurje, extrem nord de Croàcia). En els dos primers anys de la vida de Rudolf, la família es va mudar dues vegades, primer a Mödling, prop de Viena, i després (per l'ascens del seu pare a cap d'estació) a Pottschach, situat als vessants dels Alps de l'est austríac, en l'actual Burgenland.
De 1879-1883, Steiner va cursar estudis i es va graduar a l'Institut de Tecnologia (Technische Hochschule) de Viena, on va estudiar matemàtiques, física i filosofia. El 1882, un dels mestres de Steiner a la universitat de Viena (Karl Julius Schroer), va suggerir el nom de Steiner al Professor Joseph Kürschner, editor d'una nova edició de les obres de Goethe. Llavors es va demanar a Steiner convertir-se en l'editor científic de l'edició.
En la seva autobiografia, Steiner va relatar que als 21 anys, al tren entre el poble on vivia i Viena, va conèixer un senzill herbolari (Felix Kogutski), que li va parlar del món espiritual "com algú que va tenir les seves pròpies experiències d'ell. ... " Aquest recol·lector d'herbes presentar Steiner una persona que Steiner només va identificar com un "mestre", que va tenir una gran influència sobre el desenvolupament posterior de Steiner, concretament dirigint a estudiar la filosofia de Fichte.
El 1891, Steiner va obtenir un doctorat en filosofia a la Universitat de Rostock, a Alemanya, amb una tesi basada en el concepte de l'ego de Fichte, després publicada de forma expandida com Veritat i ciència.

### Escriptor i filòsof
El 1888, com a resultat del seu treball per a l'edició Kurschner de les obres de Goethe, Steiner va ser convidat a treballar com a redactor a l'Arxiu de Goethe en Weimar. Steiner va romandre a l'arxiu fins a 1896. A més de les introduccions i els comentaris d'uns quatre volums d'escrits científics de Goethe, Steiner va escriure dos llibres sobre la filosofia de Goethe (1886 Teoria del Coneixement Basada en la concepció del món de Goethe) i Goethe i la seva visió del món (1897). Durant aquest temps també va col·laborar en edicions completes de l'obra de Arthur Schopenhauer i la de l'escriptor Jean Paul, i va escriure articles per a revistes diverses.
Durant la seva estada als arxius, Steiner va escriure la que es va considerar que la seva obra filosòfica més important: La filosofia de la llibertat (Die Philosophie der Freiheit) (1894), una exploració d'epistemologia i ètica que proposava un camí en el qual els éssers humans poden convertir-se en éssers lliures espiritualment (vegeu més avall).
El 1896, Elisabeth Förster-Nietzsche va demanar un Steiner ordenar l'arxiu de Nietzsche a Naumburg. En aquell temps, el seu germà ja no estava compos mentis. Förster-Nietzsche va introduir un Steiner en presència del filòsof catatònic i Steiner, profundament emocionat, va escriure més tard el llibre Friedrich Nietzsche, un lluitador contra la seva època. De Nietzsche, diu Steiner en la seva autobiografia:
Les idees de Nietzsche del etern retorn i del superhome, van romandre molt de temps al meu cap, ja que en elles estava reflectit el que cal sentir una personalitat pel que fa a l'evolució i en ser essencial de la humanitat, quan un aquesta personalitat li és impedit captar el món espiritual, causa al pensament restringit de la filosofia de la natura que va caracteritzar el final del segle dinou.12]El que em va atreure concretament va ser que un podia llegir a Nietzsche dependent de trobar sense res que intenti tornar al lector ',' Nietzsche ..
El 1897, Steiner va deixar els arxius de Weimar i es va mudar a Berlín. Es va convertir en propietari, editor en cap i contribuent actiu de la revista literària Magazin für Literatur, on va esperar trobar lectors que simpatitzaven amb la seva filosofia. El seu treball a la revista no va ser ben rebut pels seus lectors, incloent l'alienació de membres, després de l'impopular suport de Steiner a Émile Zola en el cas Dreyfus. La Magazin für Literatur va perdre més subscriptors després de revelar l'íntima amistat de Steiner amb l'escriptor anarquista John Henry Mackay, quan Steiner va publicar extractes de la seva correspondència. La insatisfacció amb el seu estil editorial va conduir finalment a la seva sortida de la revista.
El 1899, Steiner es va casar amb Anna Eunicke. Després es van separar. Anna va morir el 1911.

### Steiner i la Societat Teosòfica
El 1899 Steiner va publicar un article al Magazin für Literatur, titulat La revelació secreta de Goethe, sobre la naturalesa esotèrica del conte de fades de Goethe: La serp verda i la blanca assutzena. Aquest article va motivar una invitació per part del Comte i la Comtessa Brockdorff per parlar en una reunió de teòsofs sobre Nietzsche. Steiner va continuar parlant regularment als membres de la Societat Teosòfica, convertint-se en secretari general de la seva recent formada secció alemanya el 1902, sense unir-se mai formalment a la societat. Dins d'aquesta societat, Steiner va conèixer Marie von Sievers, amb qui va treballar i que va esdevenir la seva segona esposa el 1914.
El 1904, Steiner va ser nomenat per Annie Besant dirigent de la Societat Esotèrica a Alemanya i Àustria. La secció alemanya de la Societat Teosòfica va créixer ràpidament sota la guia de Steiner, que va impartir conferències sobre ciència espiritual al llarg de la major part d'Europa. Durant aquest període, Steiner va mantenir un enfocament original, reemplaçant la terminologia de la Senyora Blavatsky per la seva pròpia i basant la seva recerca i ensenyaments espirituals en la tradició esotèrica i filosòfica occidental. Aquesta i altres diferències (concretament la proclamació per part de C.W. Leadbeater i d'Annie Besant que Jiddu Krishnamurti era el vehicle d'un nou mestre mundial i la reencarnació del Crist, afirmacions que Steiner va rebutjar públicament, van portar a una ruptura formal el 1912/1913, quan Steiner i la majoria dels membres de la secció alemanya de la Societat Teosòfica es van separar per formar un nou grup: la Societat Antroposòfica.
Tot i les grans convergències entre la teosofia i el seu propi sistema esotèric, Steiner va negar que Blavatsky o Annie Besant l'haguessin influït i va mantenir que la seva filosofia era un conjunt íntegre que venia de la percepció espiritual directa.

### La Societat antroposòfica i les seves activitats culturals
La Societat antroposòfica va créixer ràpidament. Alimentada per la necessitat de trobar una seu per a les seves conferències anuals, que incloïen representacions d'obres teatrals escrites per Édouard Schuré i pel mateix Steiner, es va prendre la decisió de construir un teatre i un centre organitzatiu. El 1913 va començar la construcció del Goetheanum, en Dornach (Suïssa). Una part significativa de l'edifici, dissenyat per Steiner, va ser construïda per voluntaris que van oferir les seves habilitats o simplement la voluntat d'aprendre noves. Una vegada començada la Primera Guerra Mundial, el 1914, els voluntaris del Goetheanum podien sentir el so del foc de canó més enllà de la frontera suïssa, però tot i la guerra, gent de tot Europa va treballar pacíficament banda a banda en la construcció de l'edifici. El 1919, l'Goetheanum va representar l'estrena mundial d'una producció completa de Faust (Goethe). En aquest mateix any, es va fundar la primera escola Waldorf a Stuttgart (Alemanya).
Des de 1919, l'ajuda de Steiner va ser requerida en nombroses activitats pràctiques. La seva activitat com a conferenciant es va expandir enormement. Al mateix temps, el Goetheanum es va desenvolupar com un centre cultural d'ampli espectre. La nit de nadal de 1922/1923, l'edifici va ser incendiat premeditadament, només es va salvar una escultura legòrica de grans dimensions que representa les forces espirituals actives en el món i en l'ésser humà: el Representant de la Humanitat. Steiner va començar immediatament a treballar en el disseny d'un segon Goetheanum - fet de ciment en comptes de fusta -, que va ser completat el 1928, tres anys després de la seva mort.
Durant la conferència de la Societat antroposòfica de la nadal de 1923, Steiner va fundar l'anomenada Escola de Ciència Espiritual, prevista com una universitat oberta per a recerca i l'estudi espiritual.

### Atacs, malaltia i mort
L'incendi intencionat comès contra el Primer Goetheanum tenia un context: nacionalistes nazis havien amenaçat públicament el Goetheanum i el mateix Steiner.
Reaccionant contra la situació catastròfica de l'Alemanya de postguerra, Steiner va fer gires extenses de conferències promovent les seves idees socials sobre l'ordre social triformat, implicant una estructura política fonamentalment diferent; va suggerir que catàstrofes com la Guerra Mundial es podien evitar a través de la independència dels àmbits cultural, polític i econòmic. També va proposar una solució radical en la disputada àrea de Silèsia Superior (reclamada per Polònia i Alemanya): el seu suggeriment que fos atorgada a aquesta àrea com a mínim una independència provisional, va portar a ser acusat públicament de ser traïdor a Alemanya.
El 1919, Dietrich Eckart, el teòric polític del moviment Nacional Socialista a Alemanya, va atacar Steiner i va suggerir que era jueu. El 1921, Adolf Hitler va atacar Steiner en un article del diari de dretes Völkischer Beobachter, incloent acusacions que Steiner era un instrument dels Jueus; altres nacionalistes extremistes a Alemanya estaven trucant a la "guerra contra Steiner". El Putsch de la Cerveseria de 1923 a Múnic, va fer que Steiner abandonés la seva residència a Berlín, dient que si els responsables del cop fallit [Hitler i altres] arribaven al poder a Alemanya, ja no li seria possible entrar al país; també va alertar contra els desastrosos efectes que tindria per a Europa central que els Nacional Socialistes arribessin al poder.
La pèrdua del Goetheanum va afectar seriosament la salut de Steiner. A partir de 1923, va mostrar signes creixents de fragilitat i malaltia. Va continuar conferenciant molt i fins i tot que, especialment al final d'aquest període, sovint donava dos, tres o fins i tot quatre lliçons diàries de cursos que tenien lloc simultàniament. D'una banda, molts d'ells eren per a àrees pràctiques de la vida: educació, eurítmia curativa, art de la paraula i drama. D'altra banda, Steiner va començar una nova sèrie extensa de conferències, presentant la seva investigació sobre les vides successives de diversos individus, i en general sobre la tècnica de la investigació del karma.
Però a la tardor de 1924, estava massa dèbil per continuar, la seva última conferència va tenir lloc al setembre d'aquest any. Va morir el 30 de març de 1925.

## Recerca espiritual
Des de la seva decisió de publicar el seu treball el 1899 fins a la seva mort el 1925, Steiner va articular un seguit d'experiències que afirmava obtenir directament del món espiritual -experiències havia conegut des de ben petit- tot aplicant-hi la seva formació en matemàtiques, ciència i filosofia per a produir presentacions rigoroses i verificables. En això Steiner va ser un continuador de l'enfocament fenomenològic de la ciència de Goethe.
Steiner deia que a través d'una disciplina ètica i d'un entrenament meditatiu practicats en total llibertat, qualsevol persona podia desenvolupar la capacitat d'experimentar el món espiritual, inclosa la natura superior d'un mateix i dels altres. També defensava la idea que aquesta disciplina i entrenament ajudarien la persona a convertir-se en un individu lliure, moral i creatiu - lliure en el sentit de ser capaç d'accions motivades només per amor.
Les idees de Steiner sobre la vida interior tenen punts de contacte amb les de Franz Brentano -amb qui va estudiar- i Wilhelm Dilthey, fundadors del moviment fenomenològic a la filosofia europea.
Les obres completes de Steiner (citades generalment com a "GA", de l'alemany Gesamtausgabe) inclouen uns 40 volums de la seva ploma i més de 300 volums de transcripcions de conferències. D'entre els seus escrits més notables es poden citar:
- La filosofia de la llibertat (1893): la seva principal obra filosòfica, consulteu més amunt.
- Teosofia (1904), on avança les seves idees de la constitució de l'ésser humà en cos-ànima-esperit, la reencarnació i la unitat de l'espiritual i el perceptible pels sentits ("com dues cares d'una moneda").
- Com adquirir el coneixement dels mons superiors (1904/5), on descriu la seva concepció d'un camí de desenvolupament espiritual, detallant molts principis de vida (obertura, positivitat, respecte als altres), exercicis espirituals (control del pensament i de la voluntat, imaginacions dirigides) i experiències que probablement sorgeixin en aquest camí (proves i percepcions espirituals).
- La ciència oculta: un esbós (1910), on descriu un vast panorama d'evolució còsmica, les jerarquies espirituals que guien aquesta evolució i el camí de desenvolupament espiritual que condueix a aquestes percepcions.

Steiner va dirigir les següents escoles esotèriques:
- L'Escola esotèrica independent, en la Societat Teosòfica, fundada el 1904. Aquesta escola va continuar després de la ruptura amb la Teosofia.
- Una lògia anomenada Mystica Aeterna, dins de l'Ordre de Memphis i Mizraïm, maçònica, que Steiner va dirigir de 1906 fins al voltant de 1914. Steiner va afegir al ritu maçònic referències rosacreus. La figura de Cristià Rosacreu també té un paper important en diverses de les seves conferències posteriors.
- L'Escola de Ciència de l'Esperit de la Societat antroposòfica, fundada el 1923 com desenvolupament de la seva primera Escola esotèrica. aquesta Escola va ser concebuda per tenir tres "classes", però només va tenir temps de desenvolupar la primera. Tots els textos relacionats amb l'Escola de Ciència de l'Esperit han estat publicats a l'edició de l'obra completa de Steiner.

## Desenvolupament filosòfic

### Ciència goetheana
En els seus comentaris a les obres científiques de Goethe, escrits entre 1884 i 1897, Steiner va presentar l'enfocament científic de Goethe com de naturalesa essencialment fenomenològica, més que basat en una teoria o un model. Va desenvolupar més aquest concepte en diversos llibres (Teoria del coneixement basada en la concepció del món de Goethe -1886 - i Goethe i la seva visió del món -1897), que emfatitzen particularment la transformació de l'enfocament de Goethe, des de les ciències físiques (on l'experiment jugava el paper principal) a la biologia vegetal (on es requeria imaginació per trobar els arquetips biològics -Urpflanze-, i va postular que Goethe havia buscat (però va ser incapaç de trobar completament), la transformació del pensament científic necessària per interpretar i comprendre adequadament el regne animal.
Steiner va defensar la descripció qualitativa del color de Goethe com sorgint sintèticament de la polaritat de llum i foscor, en contrast amb la concepció analítica de Newton, basada en partícules. Va emfatitzar el paper del pensament evolutiu en el descobriment de Goethe de l'os intermaxil en éssers humans; Goethe esperava que l'anatomia humana fos una transformació evolutiva de l'anatomia animal.

### Coneixement i llibertat
Steiner va enfocar les qüestions filosòfiques del coneixement i llibertat en dues etapes. La primera va ser la seva dissertació, publicada en forma expandida el 1892 com Veritat i ciència. Aquí, Steiner suggereix que hi ha una inconsistència entre la filosofia de Kant, que va postular que la veritat essencial del món era inaccessible a la consciència humana, i la ciència moderna, que assumeix que totes les influències poden trobar-se en el que Steiner va anomenar el món sinnlichen und Geistliche (sensorial i mental / espiritual), al qual tenim accés. Steiner va trucar a la Jenseits-Philosophie(filosofia d'un més enllà inaccessible) de Kant un obstacle per arribar a un punt de vista filosòfic satisfactori.
Steiner postula que el món és essencialment una unitat indivisible, però que la nostra consciència el divideix en aparença perceptible pels sentits, d'una banda, i naturalesa formal accessible al nostre pensament, de l'altra. Veu en el mateix pensament un element que pot ser reforçat i aprofundit prou per penetrar tot el que els nostres sentits no ens revelen. Steiner nega així explícitament tota justificació d'una divisió entre fe i coneixement; dit d'una altra manera, entre els mons espiritual i natural. La seva aparent dualitat és condicionada per l'estructura de la nostra consciència, que separa la percepció i el pensament, però aquestes dues facultats donen dues visions complementàries del mateix món, cap té primacia i les dues juntes són necessàries i suficients per arribar a una completa comprensió del món. Pensant a percebre (el camí de les ciències naturals) i percebent el procés del pensament (el camí de l'entrenament espiritual), és possible descobrir una unitat interna amagada entre els dos pols de la nostra experiència.
La veritat, per Steiner, és paradoxalment tant un descobriment objectiu, com:
... una creació lliure de l'esperit humà, que mai no existiria si no la generarem. La tasca de comprendre no és replicar en forma conceptual una cosa que ja existeix, sinó més aviat crear tot un nou regne, que juntament amb el món donat als nostres sentits, constitueix la plenitud de la realitat.
Una nova etapa del desenvolupament filosòfic de Steiner s'expressa en la seva Filosofia de la llibertat. Aquí segueix explorant potencials dins del pensament: suggereix que la llibertat només pot ser aproximada asimptòticament i amb l'ajut de l'activitat creativadel pensar. El pensar pot ser un acte lliure, a més, pot alliberar la nostra voluntat de la seva servitud als nostres instints i pulsions. Suggereix que els actes lliures són aquells dels quals som completament conscients del motiu de la nostra acció: la llibertat és l'activitat espiritual d'impregnar de consciència la nostra pròpia naturalesa i la del món, i la veritable activitat d'actuar en plena consciència. Això inclou superar influències tant hereditàries com ambientals:
Ser lliure és ser capaç de pensar els propis pensaments-no els pensaments merament corporals o de la societat, sinó pensaments generats pel nostre ser més intern i profund, més original, més essencial i espiritual, la nostra individualitat.
Steiner afirma les perspectives evolucionistes de Darwin i Ernst Haeckel, però les s'estén més enllà de les seves conseqüències materialistes: veu la consciència humana (de fet tota la cultura) com un producte d'evolució natural que es transcendeix. Per a Steiner, la natura es torna auto-conscient en l'ésser humà. La descripció de Steiner de la naturalesa de la consciència humana és, doncs, semblant a la de Solovyev:
En els éssers humans, l'absolut subjecte-objecte apareix com a tal, és a dir, com a pura activitat espiritual, contenint tota la seva pròpia objectivitat, tot el procés de la seva manifestació natural, però contingut de forma totalment ideal a la consciència. ... El subjecte coneix aquí només la seva pròpia activitat com una activitat objectiva (sub espècie objecte). Així, la identitat original de subjecte i objecte és restaurada en el coneixement filosòfic.

### Ciència espiritual
En les seves primeres obres, Steiner ja va parlar dels mons natural i espiritual com una unitat. Des de 1900, va començar a impartir conferències sobre detalls concrets del (els) món (s) espiritual (es), culminant en la publicació el 1904 de la primera de diverses presentacions sistemàtiques (el seu Teosofía: una introducció als processos espirituals en la vida humana i en el cosmos), seguida de Com assolir el coneixement dels mons superiors(1904/5), Crònica del Akasha (un recull d'articles escrits entre 1904 i 1908) i La ciència oculta: un esbós (1909). Temes importants inclouen:
- L'ésser humà com a cos, ànima i esperit;
- El camí de desenvolupament espiritual;
- Influències espirituals sobre l'evolució mundial i la història, i
- Reencarnació i karma, que poden considerar-se el seu tema central.

Steiner va emfatitzar que hi ha un món objectiu natural i espiritual, que pot ser conegut, i que les percepcions del món espiritual i d'éssers incorporis són reproduïbles per múltiples observadors, sota condicions d'entrenament comparables a les requerides per a les ciències naturals, però incloent extraordinària autodisciplina. Sobre aquesta base és possible la ciència espiritual, amb fonaments epistemològics força diferents als de les ciències naturals.
Per a Steiner, el cosmos està permeat i transformat contínuament per l'activitat creativa de processos no físics i éssers espirituals. Perquè l'ésser humà es torni conscient de la realitat objectiva d'aquests processos i éssers, cal tractar de representar la seva activitat creativa una vegada i una altra, internament, de forma creativa. Així, el coneixement objectiu sempre implica activitat creative interna. Steiner articular tres etapes de qualsevol acte creatiu:
- Intuïció moral: la capacitat de descobrir principis ètics apropiats a les circumstàncies particulars: ètica de la situació
- Imaginació moral: la transformació imaginativa d'un principi ètic en una intenció concreta per l'evolució futura de la situació particular
- Tècnica moral: la realització de la transformació cercada, dependent d'un domini d'habilitats pràctiques.

A partir d'aquest període, Steiner va trucar a la seva obra Antroposofia. Va emfatitzar que el camí espiritual que ell representava es construeix sobre la llibertat individual i el judici independents i els suporta, per això, perquè els resultats de la recerca espiritual siguin adequadament presentats en un context modern, han d'estar en una forma accessible a la comprensió lògica, perquè els qui no tinguin accés a les experiències espirituals subjacents a la recerca antroposòfica, puguin fer avaluacions independents dels seus resultats. Steiner va considerar que el propòsit de l'evolució humana era el desenvolupament de les qualitats interdependents d'amor i llibertat.

## Àrees d'activitat
Després de la Primera Guerra Mundial, Steiner va conrear una gran varietat de contextos culturals. Va fundar una escola, coneguda com l'escola Waldorf, que després va esdevenir una xarxa escolar mundial. El sistema agrícola que va fundar (ara conegut com a agricultura biodinàmica), va ser una de les formes inicials de la moderna agricultura ecològica i va contribuir significativament en el seu desenvolupament. La medicina antroposòfica, que ha creat un ampli rang de medicaments antroposòfics, així com una ampli espectre de teràpies de suport - tant artístiques com biogràfiques -, van sorgir a partir del treball de Steiner. Estan molt esteses cases per a nens i adults amb discapacitats de desenvolupament basades en la seva obra (incloent els del moviment Camphill). Les seves pintures i dibuixos han estat exposats en museus i galeries, i va influir en Joseph Beuys i en altres artistes moderns significatius. Els seus dos edificis del Goetheanum són generalment acceptats com a obres mestres de l'arquitectura moderna, i altres arquitectes antroposòfics han contribuït a la modernitat amb milers d'edificis. Una de les primeres institucions a practicar banca ètica va ser un banc antroposòfic, treballant a partir de les idees de Steiner. També es troba a l'origen d'un moviment religiós denominat "la comunitat dels cristians" (Die Christengemeinschaft).
El llegat literari de Steiner és anàlogament ampli: els seus propis escrits són publicats en uns quaranta volums, incloent llibres, assajos, obres de teatre (drames misteri), versos màntrics i una autobiografia. La seva antologia de conferències componen aproximadament uns altres 300 volums i aquí està cobert gairebé qualsevol tema imaginable (gran part de l'obra de Steiner és accessible a la xarxa a l'arxiu Rudolf Steiner, i les obres completes de Steiner poden buscar en l'arxiu en llengua alemanya). Els dibuixos de Steiner estan recollits en una sèrie separada de 28 volums. Moltes publicacions han cobert el seu llegat arquitectònic i la seva obra escultòrica.

### Escrits (selecció)
Els més de 350 volums de les obres completes de Steiner inclouen uns quaranta volums contenint els seus escrits, així com més de 6000 conferències.
- Goethe i la seva visió del món (1883 - 1897)
- Teoria del coneixement fonamentada en la concepció goethiana del món (1886)
- Veritat i ciència doctoral (1892) (tesi)
- Filosofia de la llibertat (1894, ISBN 0-88010-385-X)
- Misticisme durant el declivi de l'era moderna (1901/1925)
- El cristianisme com a fet místic (1902)
- Crònica de l'Akaixà: prehistòria de la Terra i de l'home (1904)
- Teosofia: una introducció als processos espirituals en la vida humana i en el cosmos (1904, ISBN 0-88010-373-6)
- Com s'adquireix el coneixement dels mons superiors: un sender modern d'iniciació (1904-5, ISBN 0-88010-508-9)
- L'educació del nen (1907, ISBN 0-85440-620-4)
- La ciència oculta: un esbós (1910, ISBN 0-88010-409-0)
- Quatre drames - Misteri (1913)
- Cap a una renovació de l'organisme social (1919)
- La reordenació de la societat: la llei social fonamental (1919) (article)
- El curs de la meva vida (1924-5) (autobiografia)
- Fonaments de la teràpia: una extensió de l'art de guarir a través del coneixement espiritual (1925)

### Obres sobre Steiner per altres autors
- Ahern, Geoffrey. Sun at Midnight. The Rudolf Steiner Movement and the Western Esoteric Tradition (1984, ISBN 0-85030-338-9)
- Almon, Joan (ed). Meeting Rudolf Steiner, experiencias de primera mano compiladas del Journal for Anthroposophy desde 1960, (ISBN 0-9674562-8-2)
- Childs, Gilbert. Rudolf Steiner: His Life and Work (ISBN 0-88010-391-4)
- Davy, Adams and Merry. A Man Before Others: Rudolf Steiner Remembered. Rudolf Steiner Press (1993)
- Easton, Stewart. Rudolf Steiner: Herald of a New Epoch (ISBN 0-910142-93-9)
- Hemleben, Johannes and Twyman, Leo. Rudolf Steiner: An Illustrated Biography. Rudolf Steiner Press, (2001)
- Lachman, Gary. Rudolf Steiner: An Introduction to His Life and Work (2007, ISBN 1-58542-543-5)
- Lindenberg, Christoph. Rudolf Steiner: Eine Biographie (2 vols.). Stuttgart (1997, ISBN 3-7725-1551-7)
- Lissau, Rudi. Rudolf Steiner: Life, Work, Inner Path and Social Initiatives. Hawthorne Press (2000)
- McDermott, Robert. The Essential Steiner. Harper Press (1984)
- Seddon, Richard. Rudolf Steiner. North Atlantic Books (2004)
- Shepherd, A.P. Rudolf Steiner: Scientist of the Invisible. Inner Traditions (1990)
- Schiller, Paul. Rudolf Steiner and Initiation. Steiner Books (1990)
- Staudenmaier, Peter. Between Occultism and Nazism:Anthroposophy and the Politics of Race in the Fascist Era. Leiden: Brill (2014, ISBN 978-90-04-27015-2).
- Staudenmaier, Peter, "Der deutsche Geist am Scheideweg: Anthroposophen in Auseinandersetzung mit völkischer Bewegung und ationalsozialismus ” in Uwe Puschner, ed., Die völkisch religiöse Bewegung im Nationalsozialismus. Göttingen: Vandenhoeck & Ruprecht, (2012) pp. 473-490.
- Swassjan, Karen. The Ultimate Communion of Mankind: A Celebration of Rudolf Steiner's Book "The Philosophy of Freedom" (ISBN 0-904693-82-1)
- Tummer, Lia and Lato, Horacio. Rudolf Steiner and Anthroposophy for Beginners. Writers & Readers Publishing (2001)
- Turgeniev, Assya. Reminiscences of Rudolf Steiner and Work on the First Goetheanum (ISBN 1-902636-40-6)
- Welburn, Andrew. Rudolf Steiner's Philosophy and the Crisis of Contemporary Thought (ISBN 0-86315-436-0)
- Wilkinson, Roy. Rudolf Steiner: An Introduction to his Spiritual World-View (ISBN 1-902636-28-7)